# Ælfwine
Ælfwine, o marinheiro, é um personagem fictício presente em várias versões iniciais do legendarium de J. R. R. Tolkien. Tolkien o concebeu como um anglo-saxão que visitou e fez amizade com os elfos, servindo como a fonte de mitologias posteriores. Assim, na Histórias-moldura, Ælfwine é apresentado como o autor das diversas traduções em inglês antigo que aparecem nos doze volumes de A História da Terra Média, editados por Christopher Tolkien.

## Histórias-moldura: conexões iniciais com a Grã-Bretanha

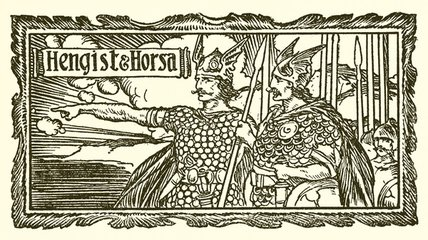
Os irmãos Hengist e Horsa são os lendários fundadores da Inglaterra; em O Livro dos Contos Perdidos, Tolkien posiciona Ælfwine como seu pai. Ilustração de Pageant of British History de en, 1909.

Em O Livro dos Contos Perdidos, iniciado no início da carreira de escritor de Tolkien, o personagem que se torna Ælfwine era inicialmente chamado Ottor Wǽfre (chamado Eriol pelos elfos). Ottor é um marinheiro; ele se autodenomina Wǽfre, que significa "inquieto, errante". Ele se estabelece em Helgoland e casa-se com Cwén; eles têm os filhos Hengist e Horsa, nomes dos lendários fundadores da Inglaterra. Após a morte de Cwén, Ottor parte novamente com o "anseio pelo mar" e navega até encontrar Tol Eressëa. Lá, ele se casa com Naimi, sobrinha de Vairë, uma das guardiãs do Chalé do Brincar Perdido. Eles têm filhos, incluindo Heorrenda, que fundou o povo Engle (os ingleses).
A história de Ælfwine serve como uma Histórias-moldura para os contos dos elfos. Ælfwine partiu de Helgoland em uma viagem com uma pequena tripulação, mas foi o único sobrevivente após seu navio colidir com rochas perto de uma ilha. A ilha era habitada por um velho que lhe deu instruções para chegar a Eressëa. Após encontrar a ilha, os elfos o acolheram no Chalé do Brincar Perdido e narraram suas histórias para ele. Depois, ele descobriu que o velho que encontrou era, na verdade, "Ylmir". A maior parte dos contos foi ensinada a ele pelo velho elfo Rúmil, o mestre do saber que vivia em Eressëa. Eriol tornou-se cada vez mais insatisfeito como homem e ansiava constantemente por ser um elfo. Ele eventualmente descobre que poderia se tornar um elfo ao beber Limpë, mas isso lhe é negado pelo líder de Kortirion em várias ocasiões.
Nessas versões iniciais, Tol Eressëa é vista como a ilha da Grã-Bretanha, próxima a uma ilha menor, Ivenry (Irlanda). Ele ganhou o nome Ælfwine dos elfos com quem ficou; sua primeira esposa, Cwén, foi a mãe de Hengist e Horsa; sua segunda esposa, Naimi, deu à luz um terceiro filho, Heorrenda [en], um grande poeta de descendência meio-élfica, que, na ficção, escreveria o poema épico em inglês antigo Beowulf. Isso entrelaça uma mitologia para a Inglaterra, conectando a geografia, a poesia e a mitologia da Inglaterra ao legendarium como uma pré-história plausivelmente reconstruída (embora provavelmente não verdadeira).

### Uma coleção apresentada
O primeiro título para O Livro dos Contos Perdidos foi:
- O Livro Dourado de Heorrenda
- sendo o livro dos
- Contos de Tavrobel[T 3]

Os contos, portanto, na ficção, foram contados e transmitidos por Eriol/Ælfwine, por meio do livro escrito de Heorrenda.
O estudioso de Tolkien Gergely Nagy [en] escreve que Tolkien "cada vez mais enfaticamente pensava em suas obras como textos dentro do mundo fictício" (ênfase dele). Tolkien considerava essa complexa "textualidade dupla" criticamente importante, criando o efeito de uma mitologia real, uma coleção de documentos reunidos e editados por diferentes mãos, seja de Ælfwine, de Bilbo ou de númenorianos anônimos que transmitiram textos élficos antigos, ao longo de um longo período. Nagy observa que o amigo de Tolkien, C. S. Lewis, também estudioso de literatura inglesa, respondeu de forma brincalhona ao O Lai de Leithian [en] de Tolkien de 1925, escrevendo um comentário filológico sobre o texto, completo com nomes inventados de estudiosos, conjecturas sobre o texto original e leituras variantes, como se o texto tivesse sido descoberto em um arquivo. Uma provável fonte para tal tratamento, observada por estudiosos como Tom Shippey [en], Flieger, Anne C. Petty e Jason Fisher [en], é o épico finlandês de Elias Lönnrot, Kalevala, admirado por Tolkien, que foi compilado e editado a partir de uma tradição genuína. Outra fonte é a Edda em prosa de Snorri Sturluson, que Tolkien estudou intensamente.

## Amigo dos elfos viajante do tempo

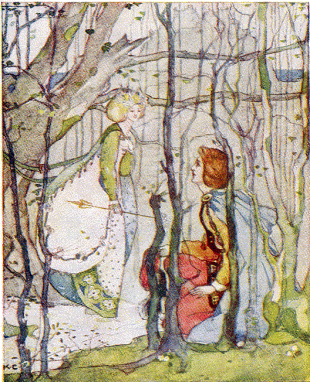
O tempo em Lothlórien era distorcido, assim como em Elfland para Thomas the Rhymer; os "amigos dos elfos" conseguem colocar os tempos dos elfos e dos mortais em perspectiva, tendo um quadro de referência a partir do qual observá-los. Ilustração de Katherine Cameron, 1908

O nome em inglês antigo Ælfwine significa "amigo dos elfos", assim como o nome posterior em Quenya Elendil. Ælfwine é um nome germânico bem atestado historicamente, ao lado de seus equivalentes em alto alemão antigo e lombardo, Alwin e Alboin, respectivamente.
Todos esses nomes foram usados no romance inacabado A Estrada Perdida, escrito por volta de 1936–1937; ele foi concebido como uma história de viagem no tempo, onde descendentes de Ælfwine experimentam memórias raciais ou visões de seus ancestrais de nomes equivalentes, conectando o tempo presente (com o protagonista Alboin Errol) ao mitológico. A série temporal remontaria até a queda de Númenor, imaginada como uma civilização insular perdida semelhante a Atlântida. O romance posterior inacabado The Notion Club Papers, escrito em 1945–1946 e publicado postumamente em Sauron Derrotado, retoma a viagem no tempo e os nomes de "amigo dos elfos". O protagonista é Alwin Lowdham.
| Nomes que significam "amigo dos elfos" em A Estrada Perdida | Nomes que significam "amigo dos elfos" em A Estrada Perdida | Nomes que significam "amigo dos elfos" em A Estrada Perdida | Nomes que significam "amigo dos elfos" em A Estrada Perdida | O Senhor dos Anéis                |
| Lombardo                                                    | Inglês Antigo                                               | Alto Alemão Antigo                                          | Quenya (em Númenor)                                         | Epíteto de Frodo, dado por Gildor |
| ----------------------------------------------------------- | ----------------------------------------------------------- | ----------------------------------------------------------- | ----------------------------------------------------------- | --------------------------------- |
| Alboin                                                      | Ælfwine                                                     | Alwin                                                       | Elendil                                                     | "Amigo dos elfos"                 |

O hobbit Frodo Baggins, uma figura central em O Senhor dos Anéis, recebe o título informal de "amigo dos elfos" de um elfo, Gildor, a quem ele encontra e fala em élfico. A estudiosa de Tolkien Verlyn Flieger [en] observa que isso o associa a Ælfwine; ela comenta ainda que, na discussão entre ele, Sam Gamgee, Aragorn e Legolas sobre a natureza do tempo no reino élfico de Lothlórien, isso lhe confere uma autoridade especial como alguém "excepcionalmente sensível" ao seu ambiente, particularmente à sua "qualidade atemporal". Isso está no contexto de sua análise de como o tempo difere entre Lothlórien e o que Frodo chama de "terras mortais" fora dela. Ela escreve que Ælfwine é o que o engenheiro J. W. Dunne em seu livro Um Experimento com o Tempo descreveu como um "observador do Campo 2", efetivamente capaz de olhar para os observadores na dimensão inferior do tempo, Campo 1, a partir de sua dimensão temporal superior, como alguém em uma aeronave vendo a situação das pessoas no chão abaixo; e, por associação com Ælfwine, talvez Frodo também seja capaz de ver o tempo élfico de uma certa perspectiva.

## No legendarium posterior
A Histórias-moldura de Ælfwine não está presente na versão publicada de O Silmarillion, mas Tolkien nunca abandonou completamente um enquadramento semelhante à tradição de Ælfwine. Mesmo após introduzir o  Livro Vermelho de Westmarch, supostamente compilado e traduzido pelo hobbit Bilbo Baggins como um conceito de enquadramento, Ælfwine continuou a ter algum papel na transição de O Silmarillion e outros escritos das traduções de Bilbo para o inglês moderno. Por exemplo, o Narn i Hîn Húrin, que Christopher Tolkien data do período após a publicação de O Senhor dos Anéis, tem esta nota introdutória: "Aqui começa a história que Ælfwine fez a partir do Húrinien."
Tolkien nunca abandonou completamente a ideia de múltiplas "vozes" (como as de Rúmil ou Pengolodh em seu "Livro Dourado") que supostamente coletaram as histórias de fontes humanas e élficas ao longo dos milênios da história do mundo.Tolkien nunca abandonou completamente a ideia de múltiplas "vozes" (como as de Rúmil ou Pengolodh em seu "Livro Dourado") que supostamente coletaram as histórias de fontes humanas e élficas ao longo dos milênios da história do mundo. De acordo com Christopher Tolkien, o Akallabêth, escrito na voz de Pengolodh, em uma versão que seu pai intitulou "A Queda de Númenor", começa com: "Dos Homens, Ælfwine, dizem os Eldar que eles vieram ao mundo na época da Sombra de Morgoth..." Ele admite, na série A História da Terra Média, que remover isso destruiu a ancoragem da história na tradição dos elfos Eldarin, e o levou a fazer alterações no final do parágrafo que não teriam a aprovação de seu pai. Ele aponta que o último parágrafo do Akallabêth, conforme publicado em O Silmarillion, ainda contém referências indiretas a Ælfwine e outros "marinheiros futuros".
Esse Ælfwine posterior era da Inglaterra e viajou para o oeste para alcançar a Estrada Reta, onde ele visitou a Ilha Solitária (Tol Eressëa) ou apenas viu o Livro Dourado com as histórias dos Dias Antigos, o tempo antes do domínio dos Homens, à distância, ou sonhou com as Terras Externas (Terra Média). Ele nasceu no século X ou XI, e em algumas versões estava conectado à realeza inglesa.

### J. R. R. Tolkien
1. 1 2  Tolkien 1984, livro 2, pp. 290–292
2. ↑  Tolkien 1984, livro 2, pp. 312–317
3. ↑  Tolkien 1984, livro 2, p. 290
4. ↑  Tolkien 1954a, livro 1, cap. 3, "Três é Companhia"
5. ↑  Tolkien 1994, p. 314
6. ↑  Tolkien 1994, p. 311
7. ↑  Tolkien 1984, livro 1, prefácio
8. ↑  Tolkien 1984, livro 2, cap. 6 "A História de Eriol ou Ælfwine e o Fim dos Contos"

- Tolkien, J. R. R. (1954a). The Lord of the Rings: The Fellowship of the Ring [O Senhor dos Anéis: A Sociedade do Anel]. Boston: Houghton Mifflin. OCLC 9552942
- Tolkien, J. R. R. (1984).  Tolkien, Christopher, ed. The Book of Lost Tales [O Livro dos Contos Perdidos]. 1. Boston: Houghton Mifflin. ISBN 0-395-35439-0
- Tolkien, J. R. R. (1994).  Tolkien, Christopher, ed. The War of the Jewels [A Guerra das Joias]. Londres: HarperCollins. ISBN 0-395-71041-3